# الیویه پی
الیویه پی (فرانسوی: Olivier Py‎؛ زادهٔ ۲۴ ژوئیهٔ ۱۹۶۵) هنرپیشه و نویسنده اهل فرانسه است. مذهب وی کاتولیک است. این هنرمند همجنسگرا می‌باشد. وی از سال ۱۹۸۳ میلادی تاکنون مشغول فعالیت بوده‌است. از فیلم‌هایی که وی در آن ظاهر شده است می‌توان به اواخر اوت، اوایل سپتامبر اشاره کرد.